# Erlenbach bei Marktheidenfeld
Erlenbach bei Marktheidenfeld (amtlich Erlenbach b.Marktheidenfeld) ist eine Gemeinde und ihr Hauptort im unterfränkischen Landkreis Main-Spessart. Der Ort liegt an der Bundesstraße 8 zwischen Würzburg und Aschaffenburg und betitelt sich als „Weinort mit Herz“.

## Geografie

### Gemeindegliederung
Erlenbach hat vier Gemeindeteile und zwei Gemarkungen, die den ehemaligen Gemeinden entsprechen:
- Erlenbach (Pfarrdorf)
  - Barthelsmühle (Einöde)
  - Ziegelhütte (Einöde)
- Tiefenthal (Dorf)

### Nachbargemeinden
Nachbargemeinden sind Karbach, Remlingen (Landkreis Würzburg), Triefenstein und Marktheidenfeld.

## Name

### Etymologie
Der Name Erlenbach leitet sich vom gleichnamigen Erlenbach ab, der den Ort durchfließt.

### Frühere Schreibweisen
Frühere Schreibweisen des Ortes aus diversen historischen Karten und Urkunden:
| - 816 Erlabah - 1335 Erlenbach - 1347 Erlbach am Hohberg | - 1384 Erlbach - 1655 Erlenbach - 1905 Erlenbach b.Marktheidenfeld |

## Geschichte

### 19. Jahrhundert
Als Teil des Hochstiftes Würzburg, das zum Fränkischen Reichskreis gehörte, wurde Erlenbach 1803 zugunsten Bayerns säkularisiert, dann im Frieden von Preßburg (1805) Erzherzog Ferdinand von Toskana zur Bildung des Großherzogtums Würzburg überlassen, mit welchem es 1814 endgültig an Bayern zurückfiel. Im Zuge der Verwaltungsreformen in Bayern entstand mit dem Gemeindeedikt von 1818 die heutige Gemeinde.

### Eingemeindungen
Im Zuge der Gebietsreform in Bayern wurde am 1. Januar 1975 die Gemeinde Tiefenthal eingegliedert.

### Einwohnerentwicklung
Im Zeitraum 1988 bis 2018 stieg die Einwohnerzahl von 2070 auf 2360 um 290 Einwohner bzw. um 14 %.
- 1961: 1708 Einwohner[7]
- 1970: 1875 Einwohner[7]
- 1987: 2074 Einwohner
- 1991: 2147 Einwohner
- 1995: 2236 Einwohner
- 2000: 2347 Einwohner
- 2005: 2388 Einwohner
- 2010: 2426 Einwohner
- 2015: 2364 Einwohner

## Religion
Erlenbach ist katholisch geprägt. Es gibt zwei Pfarrgemeinden.

## Politik
Die Gemeinde ist Mitglied der Verwaltungsgemeinschaft Marktheidenfeld.

### Bürgermeister
Erster Bürgermeister ist Georg Neubauer (FWG-SPD). Er gewann bei der Bürgermeisterwahl 2008 gegenüber dem Amtsinhaber Paul Diener (CSU) mit 60,38 % der Stimmen. Am 15. März 2020 wurde er mit 86,1 % für weitere sechs Jahre gewählt.

### Gemeinderat
Die Gemeinderatswahlen seit 2014 erbrachten folgende Stimmenanteile und Sitzverteilung:
| Partei/Liste                             | 2020  | 2020  | 2014  |
| Partei/Liste                             | %     | Sitze | Sitze |
| Christlich-Soziale Union in Bayern (CSU) | 26,70 | 4     | 4     |
| Freie Wähler/SPD                         | 47,47 | 6     | 8     |
| Bürgergemeinschaft Tiefenthal            | 25,83 | 4     | 3     |

### Wappen
| Wappen von Erlenbach bei Marktheidenfeld | Blasonierung: „In Rot ein mit einer blauen Traube an goldenem Rebstück belegtes silbernes Herz; ihm unterlegt zwei schräg gekreuzte goldene Pfeile, beseitet von zwei sechsstrahligen silbernen Sternen“ |
| Wappen von Erlenbach bei Marktheidenfeld | Wappenbegründung: Aus dem Jahr 1777 ist der Abdruck eines Siegels überliefert, das ein mit einer Traube belegtes Herz, zwei schräg gekreuzte Pfeile und zwei Sterne zeigt. Diese Figuren sind beliebte Motive in Dorf- und Gerichtssiegeln des 18. und 19. Jahrhunderts. Die Traube weist wohl auf den im Gemeindegebiet betriebenen Weinbau hin. Seit etwa 1920 steht das Bild auch in den Dienstsiegeln. Farben waren nicht überliefert, sie wurden mit Ministerialentschließung von 1965 festgelegt. Rot und Silber weisen auf die Zugehörigkeit der Gemeinde zum Hochstift Würzburg von 1612 bis zum Ende des Alten Reichs 1803 hin. |

## Kultur und Sehenswürdigkeiten
- Es gibt einen Walderlebnispfad.
- Veranstaltungen: Weinwandertag alljährlich im Mai an Christi Himmelfahrt (SVE), Weinfest alljährlich im August (Weinbauverein), zahlreiche mehrtägige Maifeuer und Mai-Waldfest (DJK-Tiefenthal), Prunk- und Fremdenfaschingssitzung (ECV) sowie viele Veranstaltungen diverser Ortsvereine in der Faschingszeit, Straßenfest der Linsenspitzer, Straßenfest des Musik- und Gesangvereines (Fronleichnam), Veranstaltungen der Freiwilligen Feuerwehr Erlenbach (z. B. Starkbierfest), alljährliches Museumsfest des Heimat- und Verschönerungsvereins Erlenbach (HVV) Anfang August im Rathaushof und viele weitere Veranstaltungen.

### Museen
- Im Rathaushof gibt es ein Dorfmuseum.

### Bauwerke
Die Pfarrkirche St. Burkhard wurde von Julius Echter im Jahre 1613 erbaut.

## Persönlichkeiten
- Hans Martin (1916–2007), Komponist, Chorleiter, Organist und Lehrer
- Sebastian Etar, Maler und Bildhauer
- Rowald Hepp, Ingenieur im Bereich Weinbau und langjähriger Gutsdirektor von Schloss Vollrads und Vorsitzender des Hochschulrats der Hochschule Geisenheim